# Агафонов, Вениамин Максимович
Вениами́н Макси́мович Агафо́нов (1930—2015) — буровой мастер советской нефтяной промышленности, Герой Социалистического Труда (1966).

## Биография
Родился в 1930 году в Сергиевском районе Куйбышевской области.
В войну подростком работал в кузнице. Окончил Сызранский нефтяной техникум (1968), техник по нефтедобыче.
В 1955 году приехал в Отрадный, где работал бурильщиком конторы бурения № 1 треста «Первомайбурнефть» объединения «Куйбышевнефть».
Позже из Отрадного приехал в Сургут. В Сургуте работал буровым мастером УБР-1. Прославленный агафоновский коллектив не раз устанавливал всесоюзные рекорды проходки скважин. Особенно много сделано буровой бригадой при освоении Федоровского месторождения нефти.
Указом Президиума Верховного Совета СССР от 23 мая 1966 удостоен звания Героя Социалистического Труда с вручением ордена Ленина и золотой медали «Серп и Молот».
Депутат Верховного Совета РСФСР V созыва (1959—1963).
Выйдя на пенсию, жил в городе Отрадном. Умер 15 сентября 2015 года.
Имя Агафонова носит один из Саянских хребтов.

## Награды и Звания
- Награждён двумя орденами Ленина, орденами Трудового Красного Знамени, Дружбы народов и Октябрьской Революции.
- Агафонову присуждено звание «Почетный гражданин города Сургута» 5 декабря 1980 года[3].